# Anthaxia simandli
Anthaxia simandli – gatunek chrząszcza z rodziny bogatkowatych i podrodziny Buprestinae.

## Taksonomia
Gatunek ten opisał w 2013 roku Daniele Baiocchi na podstawie pojedynczej samicy odłowionej w 2011 roku przez J. Simandla, na którego cześć nadano epitet gatunkowy. W obrębie rodzaju kwietniczek umieszczany jest we wprowadzonej w 1917  roku przez Jana Obenbergera "Anthaxia manca species group" – palearktycznej grupie spokrewnionych gatunków, do której należą również: A. brodskyi, A. cupressi, A. hackeri, A. intermedia, A. magnifica, A. manca, A. senicula, A. ulmi.

## Morfologia
Chrząszcz o przysadzistym ciele długości 9,5 mm i szerokości 3,8 mm. Głowa jest czerwona z niebieskawozielonym ciemieniem i czarnymi czułkami; ma głęboko rzeźbiony i głęboko trójkątnie wykrojony na przedzie nadustek, stosunkowo duże oczy i płaskie czoło. Owłosienie czoła jest bardzo długie, zaś ciemienia silnie rozproszone i ledwo widoczne. Długie, 1,3 raza dłuższe od przedplecza czułki mają dwa początkowe człony długo i biało owłosione, człon trzeci prawie walcowaty, człony od czwartego do dziesiątego niemal trapezowate, a ostatni prawie rombowaty. Rzeźba głowy składa się z dołków. 1,6 raza szersze niż dłuższe przedplecze ma przednią krawędź lekko dwufalistą, krawędzie boczne silnie zbieżne w przedniej ⅓ i zwężające się w tylnej ⅓, a krawędź tylną prostą. Barwa przedplecza jest czerwona z niebieskawozielonym, siodłokształtnym znakiem na przedzie, a na jego rzeźbę składają się okrągławe do prawie wielokątnych komórki. Włoski na przedpleczu są rzadkie, długie i sterczące. Czarna, pięciokątna tarczka jest delikatnie mikrorzeźbiona. Szerokie, 1,9 raza dłuższe niż szersze pokrywy mają odrębnie zaokrąglone i nieregularnie piłkowane wierzchołki oraz umiarkowanie nabrzmiałe barki od których biegną ku tarczce nieregularne, poprzeczne wciski przypodstawowe. Barwa pokryw jest niebieskawozielona, a ich powierzchnia grubo rzeźbiona i z rzadka porośnięta sterczącymi włoskami. Odnóża są czarne, z nieregularną, acz niewykrojoną listewką na przednich goleniach. Spód ciała charakteryzuje się wyraźnie rozbieżnym na tylnym końcu szwem metasternalnym i dobrze widoczną, gęstą rzeźbą zapiersia.

## Ekologia i występowanie
Larwy są ksylofagami. Nie udało się stwierdzić żerowania, ale samicę odłowiono w czasie gdy badała pokładełkiem okorowane drewno wierzby, stąd jest to najpewniej ich roślina żywicielska.
Owad endemiczny dla Iranu, znany tylko okolic Darbandu w górach Zagros w Lorestanie.